# Pigment Yellow 14
C.I. Pigment Yellow 14 ist eine chemische Verbindung aus der Gruppe der Disazo- und Diarylgelb-Pigmente.

## Gewinnung und Darstellung
Pigment Yellow 14 wird industriell durch eine Tetrazotierung von 3,3′-Dichlorbenzidin, gefolgt von einer Azokupplung auf acetoacetyliertes o-Toluidin gewonnen.

## Eigenschaften
Pigment Yellow 14 ist ein brennbarer, schwer entzündbarer, gelber, geruchloser Feststoff, der praktisch unlöslich in Wasser ist. Er zersetzt sich bei Erhitzung über 308 °C. Er besitzt eine Kristallstruktur mit der Raumgruppe P1 (Raumgruppen-Nr. 1).

## Verwendung
Pigment Yellow 14 wird als Pigment (zum Beispiel im Verpackungs- und Textildruck) verwendet.